# Nghị viện Cộng hòa Dân chủ Congo
Quốc hội Cộng hòa Dân chủ Congo bao gồm hai viện:
- Thượng viện: (Thượng viện)
- Quốc hội: (Hạ viện)

Quốc hội gần đây nhất đã được khánh thành vào ngày 28 tháng 1 năm 2019.